# Balett ur operan Mignon
Balett ur operan Mignon är en svensk stumfilm från 1907

## Handling
Filmen består av två dansnummer, först en balett ur Ambroise Thomas opera Mignon, framförd av Victoria Strandin och Robert Köller, sedan en Jössehäradspolska med Victoria Strandin och Oscar Tropp som dansare.

## Om filmen
Filmen premiärvisades 7 oktober 1907 på biograf Apollo i Stockholm. För koreografin står Robert Köller som även medverkar i filmen som dansare.

## Rollista (komplett)
- Victoria Strandin - dansare
- Robert Köller - dansare
- Oscar Tropp - dansare